# Fortitudo Bolonia
Fortitudo Bolonia – włoski zawodowy klub koszykarski z siedzibą w Bolonii. Obok Armani Jeans Mediolan i innego klubu z Bolonii – Virtusu, najbardziej znany klub z Włoch.

## Sukcesy
- Mistrzostwo Włoch (2)
  - 2000, 2005

- Superpuchar Włochy (2)
  - 1998, 2005

- Puchar Włoch (1)
  - 1998

## Znani koszykarze
| - Carlos Delfino - Hanno Mottola - Jérôme Moïso - Emilio Kovačić - Damir Mulaomerović - Eurelijus Žukauskas - Artūras Karnišovas - Alessandro Frosini - Vincenzo Esposito - Gregor Fučka | - Marco Belinelli - Carlton Myers - Gianmarco Pozecco - Dawid Bluthenthal - Gianluca Basile - Roberto Chiacig - Vlado Šćepanović - Miloš Vujanić - Zoran Savić - Marko Jarić | - Aleksandar Đorđević - Goran Jurak - Matjaž Smodiš - Sani Bečirovič - John Celestand - Tyus Edney - Kiwane Garris - Dominique Wilkins - A.J Guyton - Ruben Douglas |